# Kecamatan de Baturiti

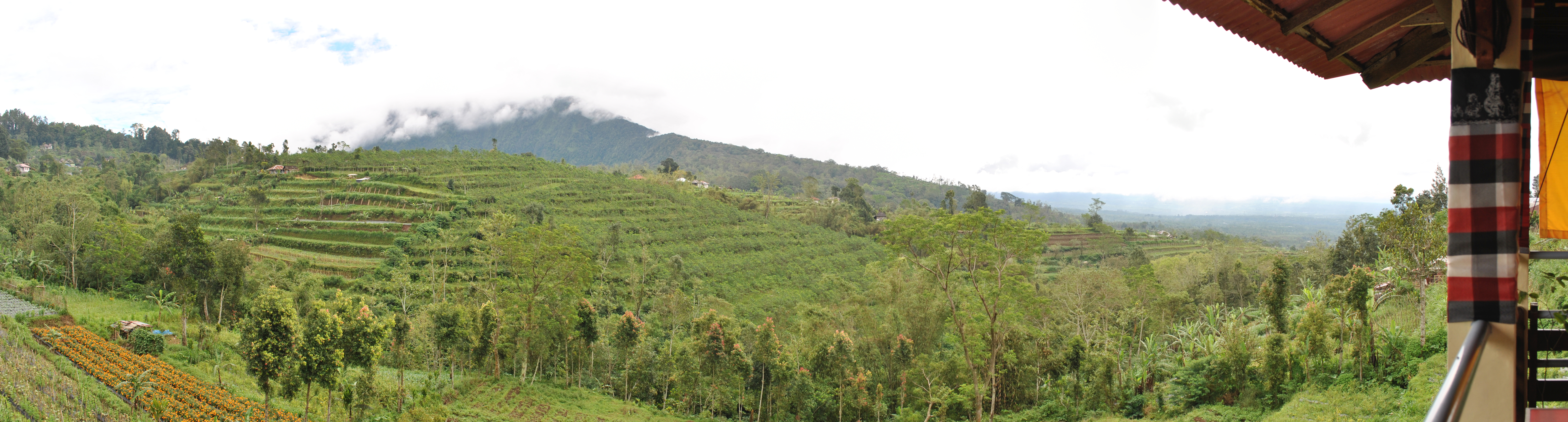
Panorama du Baturiti, entre Candikuning et Batunya.

Le Baturiti est un kecamatan (canton) indonésien du kabupaten (département) de Tabanan dans la province de Bali.
Il comprend les desas (communes) de :
- Angseri (nl)
- Antapan (nl)
- Apuan (Baturiti) (nl)
- Bangli (Tabanan) (nl)
- Batunya
- Baturiti, Baturiti, Tabanan (id)
- Candikuning
- Luwus
- Mekarsari, Baturiti, Tabanan (nl)
- Perean (nl)
- Perean Kangin (nl)
- Perean Tengah (nl)

Lieux
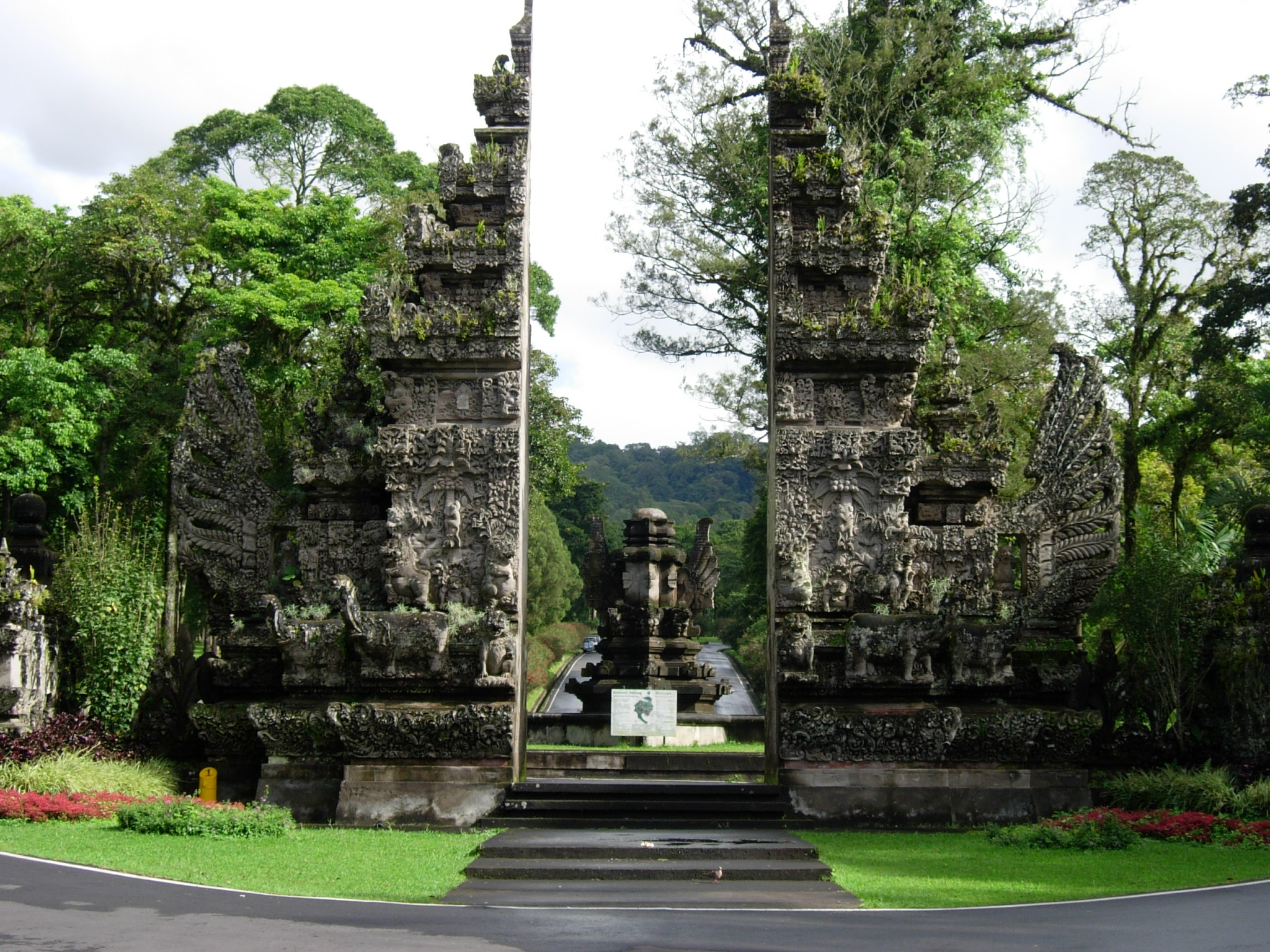
Le jardin botanique de Bali
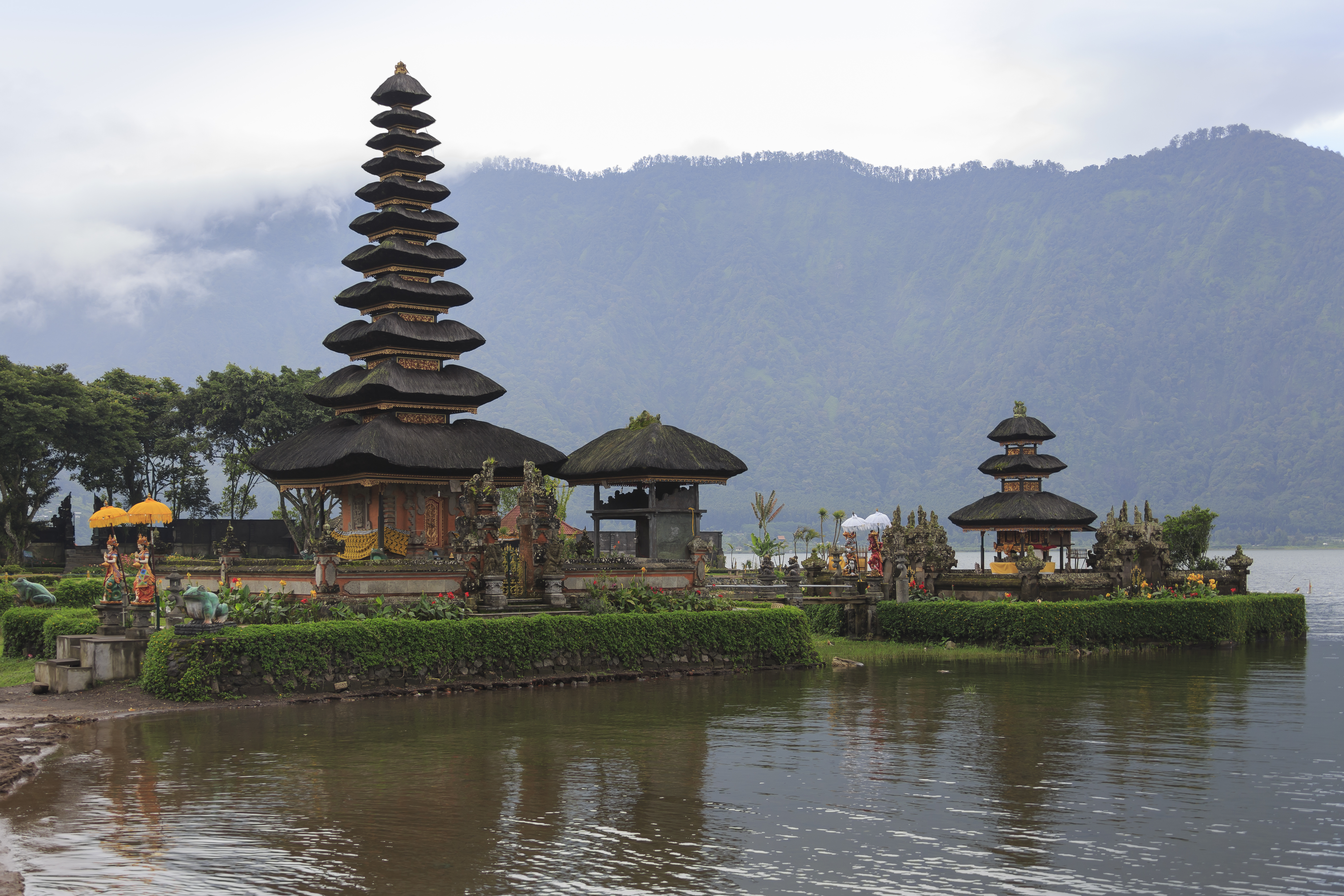
Pura Ulun Danu Bratan
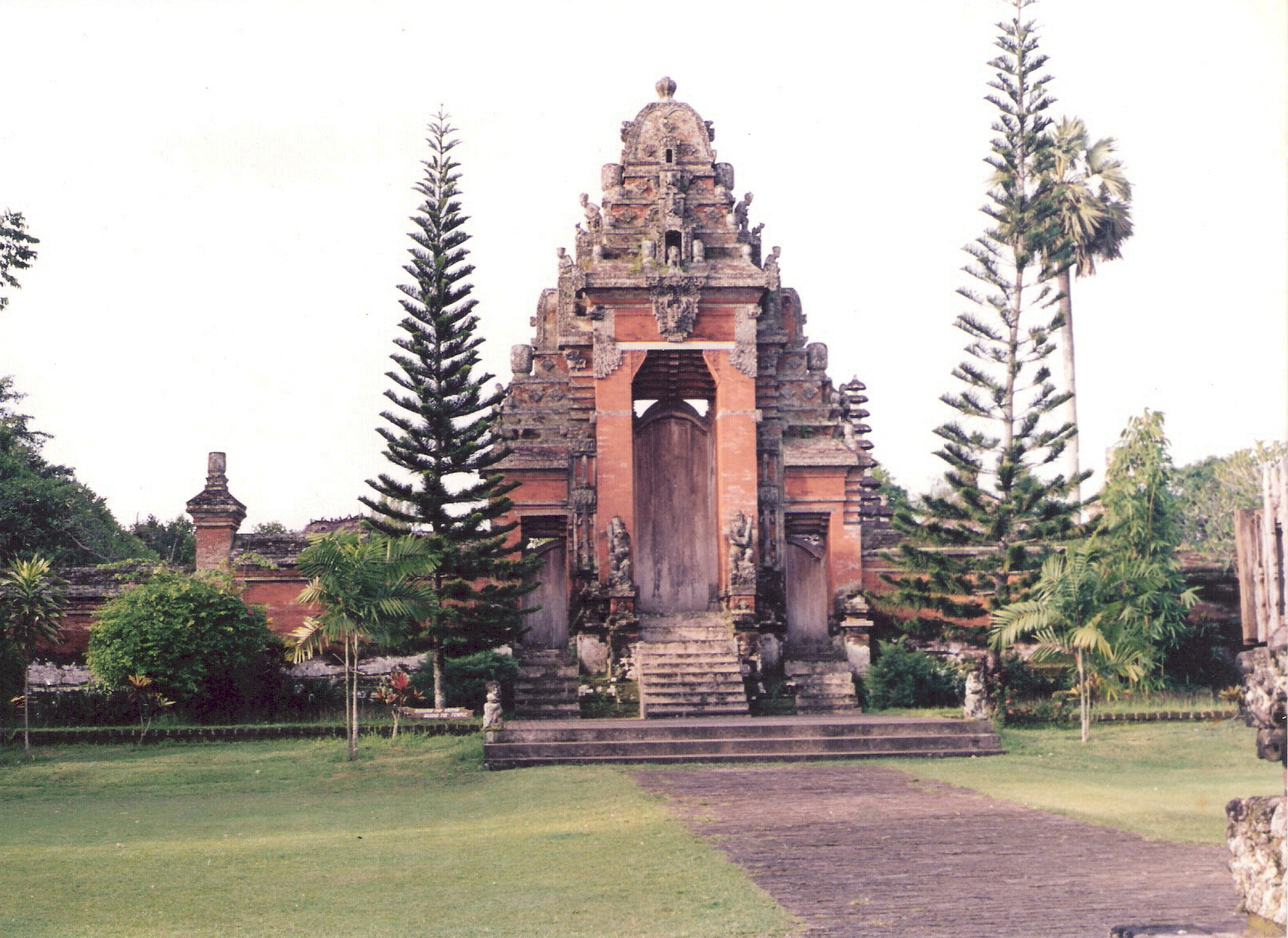
Temple à Candikuning